# 丙酸睾酮/庚酸睾酮/十一烯酸睾酮
丙酸睾酮/庚酸睾酮/十一烯酸睾酮，简称TP/TE/TUe，以商品名Durasteron出售，是丙酸睾酮（TP）、庚酸睾酮（TV）和十一烯酸睾酮（TUe）的注射複方藥，它们都是雄激素/合成代谢类固醇。它是一种油溶液，含有20毫克TP、80毫克TE和150毫克TUe（总共250毫克睾酮酯和169.5毫克游离睾酮），并通过定期肌肉注射给药，例如每3或4周一次。据报道，部分健美运动员使用Durasteron。